# Denyce Lawton
 (avril 2019).
Si vous disposez d'ouvrages ou d'articles de référence ou si vous connaissez des sites web de qualité traitant du thème abordé ici, merci de compléter l'article en donnant les références utiles à sa vérifiabilité et en les liant à la section « Notes et références ».
Denyce Lawton, de son vrai nom Denise-Marie Lawton, est une actrice et mannequin américaine d'origine Afro-Asiatique née le 2 mai 1978 à Séoul (Corée du Sud).

## Biographie
Née à Séoul, elle passa son enfance sur des bases militaires américaines en Corée du Sud, au Japon et en Allemagne, avant de partir s'installer aux États-Unis, principalement à Neptune, dans le New Jersey, puis à Washington DC En 1996, elle obtient son diplôme à la Largo High School à Largo, dans le Maryland. 

## Filmographie
- 2002 : Scratch and Burn (série TV) : Beautiful Woman
- 2002 : State Property (en) : Bikini Girl #2
- 2002 : Les Parker (série TV) : Tyrell's Girlfriend
- 2002 : Go for Broke : Venom
- 2002 : Half and Half (série TV) : Beautiful Girl
- 2003 : Malibooty! (vidéo) : Beautiful Girl On Beach
- 2004 : Soul Plane : Flight Attendant #3
- 2004 : Entourage (série TV) : Party Girl
- 2007 : Redline : Mianda
- 2007 : 75 secondes pour survivre (7eventy 5ive) : Anna
- 2008 : Vlog (série TV) : Francine
- 2008 : Vlog : Francine
- 2008 : House of Payne (série TV) : Dana